# Lent d'aproximació
Les lents d'aproximació són un tipus de filtre fotogràfic que, afegit al final de l'objectiu, fan la funció de lupa, ampliant la imatge. Transformen l'objectiu en un macro, fent una ampliació de la imatge la qual podem veure a través de l'objectiu en les càmeres reflex.

## Funcionament i avantatges

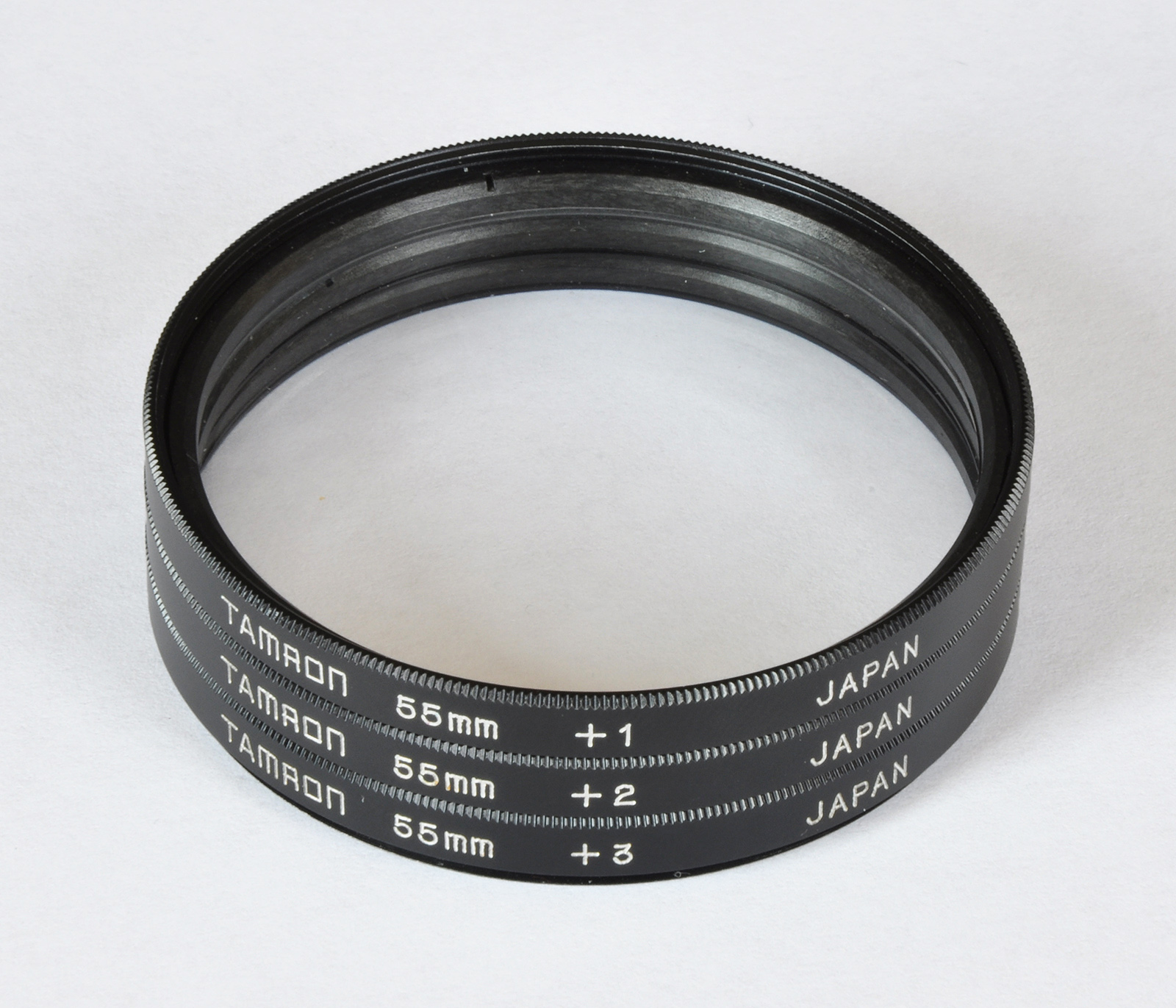
Lents d'aproximació

S'ha d'acoblar la lent a l'objectiu de la càmera, no és necessari substituir l'objectiu o desmuntar-lo, ja que es col·loca davant d'aquest. Un altre facilitat que proporciona és el seu poc pes, i per això permet transportar-lo sense cap mena de problema. No provoca una reducció de la quantitat de llum que arriba al sensor de la càmera, això significa que no necessàriament s'han d'utilitzar exposicions més llargues per poder realitzar les fotografies. Són una opció molt més econòmica que els objectius macro.
És important tenir en compte una sèrie de paràmetres a l'hora d'adquirir una lent d'aproximació, com per exemple el diàmetre de l'objectiu on la volem incorporar. També s'ha de considerar que com més valor de diòptries, més augment però també més distorsió de la imatge.

## Inconvenients
L'inconvenient més important és la pèrdua de qualitat d'imatge, en determinades imatges només el centre es capta amb nitidesa i les cantonades la perden. A més a més, si volem guanyar nitidesa, s'ha de tancar bastant el diafragma (f16-f22).